# Bánský palác (Banja Luka)
Bánský palác (srbsky Бански двор/Banski dvor) je veřejná budova v Banje Luce, hlavním městě Republiky srbské v Bosně a Hercegovině. Budova se nachází na adrese Trg srpskih vladara 2.
Výstavní vícepatrová budova byla vybudována v letech 1931 až 1932 jako sídlo bána tzv. Vrbaské bánoviny, jedné z administrativních jednotek meziválečné Jugoslávie. V současné době slouží budova jako kulturní centrum, kde se konají různé přednášky, výstavy, koncerty apod. Do roku 2008, kdy byla provedena komplexní rekonstrukce budovy, měla budova účel sídla prezidenta Republiky srbské. Jako Dům kultury sloužila budova i v dobách existence socialistické Jugoslávie. Architektem Bánského paláce byli Jovanka Bončić Katerinić, Anđelija Pavlović a Jovan Ranković.